# 魯特蘭 (佛羅里達州)
魯特蘭（英語：Rutland）是位於美國佛羅里達州薩姆特縣的一個非建制地區。該地的面積和人口皆未知。

## 地理
魯特蘭的座標為28°51′11″N 82°12′48″W / 28.85306°N 82.21333°W，而該地的平均海拔高度為14米（即46英尺）。